# 197845 Michaelvincent
197845 Michaelvincent este o planetă minoră (asteroid) din centura de asteroizi. A fost descoperită pe 14 august 2004 la Observatorio de Cerro Tololo⁠(d) de Marc Buie⁠(d). 
Obiectul prezintă o orbită caracterizată de o semiaxă mare de 2,486008912638 UAi, o excentricitate de 0,18, o înclinație de 6,4 ° în raport cu ecliptica.